# Vladimir Semakov
Vladimir Sergueyevich Semakov –en ruso, Владимир Сергеевич Семаков– (Saransk, 11 de mayo de 1985) es un deportista ruso que compitió en biatlón. Ganó una medalla de plata en el Campeonato Europeo de Biatlón de 2010, en la prueba por relevos.

## Palmarés internacional
| Campeonato Europeo | Campeonato Europeo | Campeonato Europeo | Campeonato Europeo |
| Año                | Lugar              | Medalla            | Prueba             |
| ------------------ | ------------------ | ------------------ | ------------------ |
| 2010               | Otepää (Estonia)   | Medalla de plata   | Relevo             |